# Frank Kramer (presentator, voetballer)

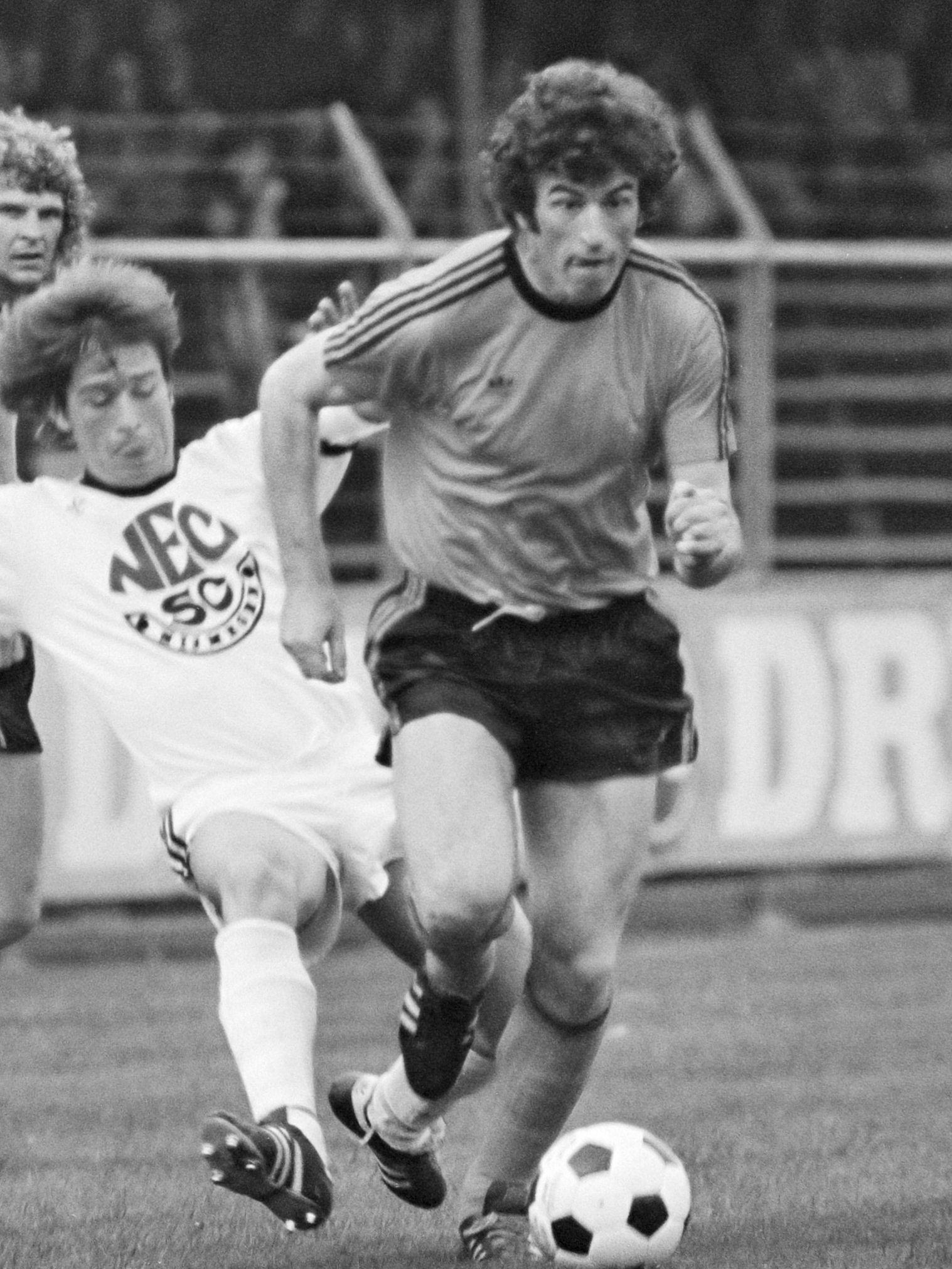
FC Volendam-speler Frank Kramer tijdens FC Volendam - N.E.C. 0-0 in duel met Frans Janssen (6 september 1978)

Frank Kramer (Amsterdam, 27 november 1947 – aldaar, 1 december 2020) was een Nederlands televisiepresentator, sportcommentator en voetballer.

## Carrière

### Voetballoopbaan
Kramer maakte in 1970 de overstap van de Amstelveense amateurvereniging RKAVIC naar Blauw-Wit dat uitkwam in de Eerste divisie. Bij de fusie van Blauw Wit en DWS tot FC Amsterdam in 1972 maakte hij de overstap naar de fusieclub, die uitkwam in de Eredivisie. Vanaf december 1973 werd hij voor een half jaar verhuurd aan MVV. Omdat hij overhoop lag met trainer Pim van de Meent wilde hij niet meer terugkeren naar FC Amsterdam en in seizoen 1974-1975 was hij clubloos. In juli 1975 tekende hij een contract bij Telstar en in 1977 maakte hij de overstap naar FC Volendam. Vanaf 1979 kwam hij voor één seizoen uit voor HFC Haarlem en in 1980 keerde hij terug bij Telstar. In 1981 verkaste hij opnieuw naar FC Volendam. In 1984 werd hij afgekeurd en beëindigde hij zijn loopbaan als profvoetballer.

### Entertainment
In de zomer van 1976 maakte hij deel uit van de door Ron Brandsteder geformeerde gelegenheidsband Full House. Zij scoorden met een veelvuldig op Hilversum 3 gedraaide plaat een hit in de Nederlandse Top 40, Nationale Hitparade en de TROS Europarade, genaamd Standing on the inside, een cover van Neil Sedaka. Net als enkele andere leden van de groep was de inbreng van Kramer beperkt tot het playbacken van de tekst en enkele houterige danspasjes.
Kramer, die eerder naast zijn voetballoopbaan werkte als leraar Duits en steward bij Lufthansa, was vanaf augustus 1977 presentator van het televisieprogramma AVRO's Sportpanorama. Voor de AVRO presenteerde hij in 1978, 1979 en 1980 tevens AVRO's Sterrenslag. Nadat hij bij de AVRO geen nieuw contract kreeg aangeboden, maakte hij in 1981 de overstap naar de KRO. Voor deze omroep presenteerde hij De Frank Kramer Show, het spelprogramma Hints en later het woordspelprogramma Boggle. In 1997 stopte hij na vele jaren met de presentatie van Hints en werd hij opgevolgd door Anita Witzier. De presentatie van Boggle werd overgenomen door Dodi Apeldoorn.
Kramer was vanaf 1994 tv-commentator bij Eurosport bij tennis- en voetbalwedstrijden. In 2018 nam Kramer zeer tegen zijn zin gedwongen afscheid bij Eurosport. Hij uitte daarover zijn frustratie door in de laatste voetbalwedstrijd die hij als tv-commentator voor Eurosport versloeg het over van alles en nog wat te hebben, maar niet over de wedstrijd zelf, tot ontevredenheid van zijn werkgever. Hij droeg in deze uitzending onder meer een gedicht van Willem Wilmink voor.
In december 2019 verscheen zijn biografie Eeuwig op de vlucht, een toevalstreffersleven, geschreven door NOS-sportcommentator Philip Kooke.

## Privéleven
Kramer had van 1976 tot 1983 een relatie met musicus Judy Schomper. Samen met haar vader bedacht hij de naam van haar band: Flairck.
Op zijn 73e verjaardag werd hij onwel en geraakte in coma. Hij overleed vier dagen later.